# Live ?!*@ Like a Suicide
Live?!*@ Like a Suicide – pierwszy minialbum zespołu Guns N’ Roses wydany w 1986 roku.
Zgodnie ze słowami lidera zespołu, Axla Rose, nie jest to płyta live, lecz nagranie studyjne z dogranymi głosami widowni.
Na płycie znalazły się tylko cztery utwory, a wśród nich dwa covery zespołów Aerosmith i Rose Tattoo. Od tytułu płyty pochodzi nazwa fikcyjnej wytwórni Uzi Suicide, a faktycznie nieoficjalnego działu Geffen Records, powstałego na potrzeby jej wydania.
Ze względu na ograniczony nakład minialbumu, materiał na nim zarejestrowany ukazał się również na LP G N’ R Lies z 1988 roku, obok czterech innych akustycznych utworów.

## Lista utworów
1. „Reckless Life”
2. „Nice Boys” (cover Rose Tattoo)
3. „Move to the City”
4. „Mama Kin” (cover Aerosmith)